# Paul Thompson (baloncestista)
Paul Stanford Thompson (Smyrna, Tennessee; 25 de mayo de 1961) es un exbaloncestista estadounidense. Con 1.98 de estatura, jugaba en la posición de escolta.

## Equipos
- 1979-1983 Tulane Green Wave
- 1983-1985 Cleveland Cavaliers
- 1984-1985 Milwaukee Bucks
- 1984-1985 Philadelphia 76ers
- 1985-1986 La Crosse Catbirds
- 1986-1987 CSP Limoges
- 1987-1989 EBBC Den Bosch
- 1989-1990 FC Barcelona
- 1990-1992 Dinamo Sassari
- 1992-1995 Bnei Herzliya
- 1996-1998 Maccabi Ra'anana
- 1998-1999 Ironi Ramat Gan